# Military Association of Atheists and Freethinkers
La Military Association of Atheists and Freethinkers (en français Association militaire des athées et libre-penseurs) est une association indépendante américaine de type 501c, dont le but est de rassembler et aider les personnes athées, humanistes et les libre-penseurs au sein de l'armée américaine.  
La MAAF s'est rendue célèbre auprès du grand public pour sa défense de la séparation de l'Église et de l'État et sa condamnation des pratiques religieuses au sein de l'armée américaine. 